# Meisterschaft von Zürich 1984
Il Meisterschaft von Zürich 1984, settantunesima edizione della corsa, si svolse il 6 maggio 1984 su un percorso di 273,5 km. Venne vinto dall'australiano Phil Anderson, che terminò in 6h42'49".

## Ordine d'arrivo (Top 10)
| Pos. | Corridore           | Squadra        | Tempo    |
| ---- | ------------------- | -------------- | -------- |
| 1    | Phil Anderson       | Panasonic      | 6h42'49" |
| 2    | Hubert Seiz         | Cilo-Aufina    | a 9"     |
| 3    | Pierino Gavazzi     | Atala          | a 14"    |
| 4    | Bernard Hinault     | La Vie Claire  | s.t.     |
| 5    | Philippe Leleu      | La Vie Claire  | s.t.     |
| 6    | Gert-Jan Theunisse  | Panasonic      | s.t.     |
| 7    | Stefan Mutter       | Cilo-Aufina    | s.t.     |
| 8    | Claudio Torelli     | Sammontana     | s.t.     |
| 9    | Johan van der Velde | Metauro Mobili | s.t.     |
| 10   | Hennie Kuiper       | Kwantum Hal.   | s.t.     |